# 4936 Butakov
4936 Butakov је астероид главног астероидног појаса са средњом удаљеношћу од Сунца која износи 2,276 астрономских јединица (АЈ).
Апсолутна магнитуда астероида је 13,3.